# Fermín Muñoz Urra
Fermín Muñoz Urra (16 de febrero de 1892 – 2 de febrero de 1923), oftalmólogo español, discípulo de Santiago Ramón y Cajal, nacido en Talavera de la Reina (Toledo), hijo de Tomás Muñoz Illana y de Fermina Urra y Martínez de la Torre. Falleció prematuramente a la edad de 30 años.

Su padre, médico también, le enseñó toda la segunda enseñanza sin necesidad de ir a colegio alguno.

## Estudios universitarios
Fermín Muñoz Urra estudió la carrera de Medicina en el colegio de San Carlos de Madrid, comenzando en 1907, y desde los primeros años mostró una gran afición por los estudios sobre investigación biológica. En el laboratorio de Fisiología podemos decir que comenzó su verdadera vida de investigación científica. Su afición por el dibujo le llevó a ser seleccionado (junto con dos alumnos más) para realizar los 120 dibujos esquemáticos del libro “Conferencias sobre el Tejido Nervioso” expuestas en Cátedra por Don Santiago Ramón y Cajal durante el Curso de 1908 – 1909, y ya desde el segundo curso de la carrera publicó artículos en la prensa especializada.

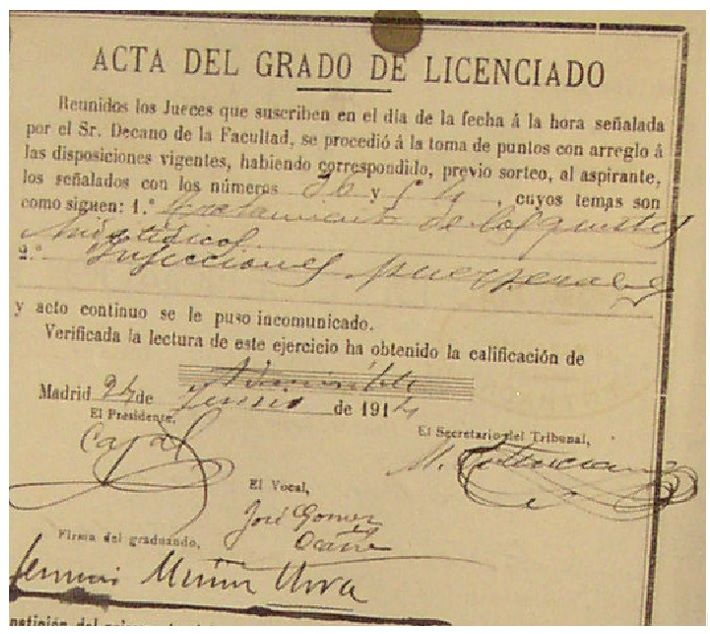
Firmas de Ramón y Cajal y Gómez Ocaña

Al estudiar la asignatura de Oftalmología, las clases del Profesor Manuel Márquez Rodríguez atrajeron su entusiasmo hacia esta especialidad. El fijarse en lo poco desarrolladas que estaban las investigaciones de histología y anatomía patológica en esta especialidad, influiría mucho en la forma de orientar su carrera profesional y de investigador.
En 1914 se licenció en la Facultad de Medicina con nota de sobresaliente, siendo examinado por los Profesores Santiago Ramón y Cajal y José Gómez Ocaña.

Apenas un año más tarde se doctora con la calificación de sobresaliente leyendo la tesis titulada “Fisiología y patología del cristalino”, siendo uno de los Vocales el Profesor Manuel Márquez Rodríguez.

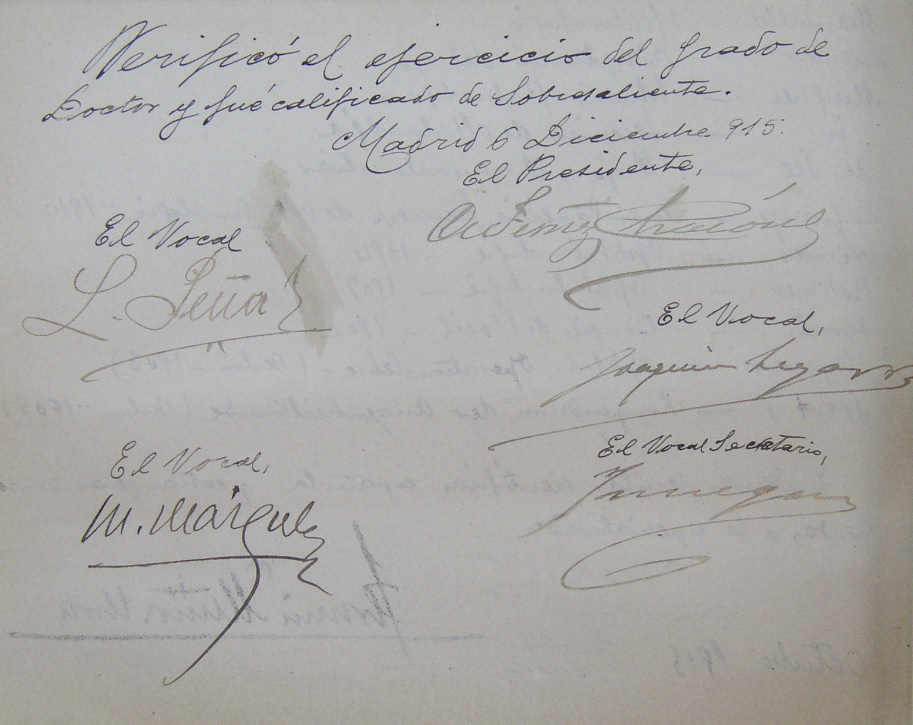
Calificación de la Tesis Doctoral

## Carrera profesional
- Al volver a su ciudad natal, Talavera de la Reina, su primera idea fue construirse un laboratorio de investigaciones biológicas para su estudio personal, y al cual dio a conocer con el nombre de “Laboratorio de investigaciones clínicas y biológicas de Talavera de la Reina”. Un laboratorio creado y sostenido exclusivamente por él, en el que todas las investigaciones eran eminentemente personales, desde la redacción del trabajo, hasta las ilustraciones, fotografías, etc.
- También allí creó una consulta, en parte gratuita para quien no podía pagar sus servicios, para las enfermedades de los ojos, que en poco tiempo fue visitada por numerosos enfermos. Todo este trabajo de investigación estaba favorecido por la colaboración y afecto de su esposa, Carmen Casajuana Cebeira con quien se casó en 1917, y que se interesaba por la investigación en temas de biología. Fruto de este matrimonio tuvo tres hijos y dos nietos.Fermín Muñoz Urra y su mujer Carmen Casajuana Cebeira

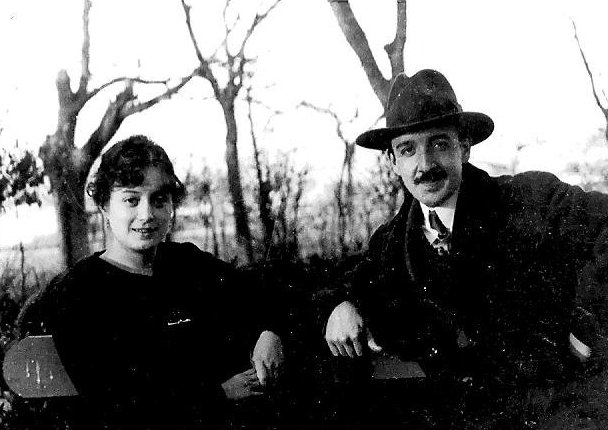
Fermín Muñoz Urra y su mujer Carmen Casajuana Cebeira

- También trabajó junto a su padre en el Hospital de Talavera de la Reina.
- En 1915 presentó en Valladolid una comunicación al Congreso de la Asociación para el Progreso de las Ciencias que tuvo lugar en la capital del Pisuerga en octubre de dicho año. El título era el siguiente: “Estudios y ensayos sobre la catarata experimental”.
- En diciembre de 1917 publica en la revista Murcia Médica un trabajo titulado “Nuestros hallazgos en el estudio del efluvio eléctrico de alta frecuencia y sus nuevas aplicaciones terapéuticas y biológicas en nuestras investigaciones” con el seudónimo de “Electrón”, siendo dicho trabajo uno de los recomendados en el Concurso de Murcia Médica, celebrado en 1916.
- Al año siguiente, en junio de 1918 publica en la misma revista el trabajo titulado “Investigaciones sobre la regeneración de las membranas profundas oculares” bajo el seudónimo de “Célula”, consiguiendo el Premio del Concurso de Murcia Médica celebrado en 1917.
- En 1917 también es premiado por la Real Academia de Medicina de Valladolid, nombrándole a su vez Académico Corresponsal de dicha Real academia.
- Más adelante conseguiría también el Premio Concurso de la revista Los Progresos de la Clínica con el trabajo titulado “Degeneración y regeneración de las membranas profundas del ojo. Singularmente de la retina”.
- A destacar de manera muy importante el trabajo publicado en Graefe's Archive for Clinical and Experimental Ophthalmology, titulado “Über die feine Gewebsstruktur des Glioms der Netzhaut”, que más adelante se publicaría en Los Progresos de la Clínica denominado “Sobre la fina textura del glioma de la retina”, y cuyos hallazgos se continúan teniendo en cuenta en trabajos actuales.
- Fermín Muñoz Urra en septiembre de 1922 presentó un modelo de oftalmoscopio creado por él, en la XII Asamblea de la Sociedad Oftalmológica celebrada en Bilbao. En este mismo Congreso dio a conocer las que fueron las primeras fotografías de fondo de ojo realizadas en España, con aparatos diseñados por él.Primeras fotografías de fondo de ojo en España por Fermín Muñoz Urra

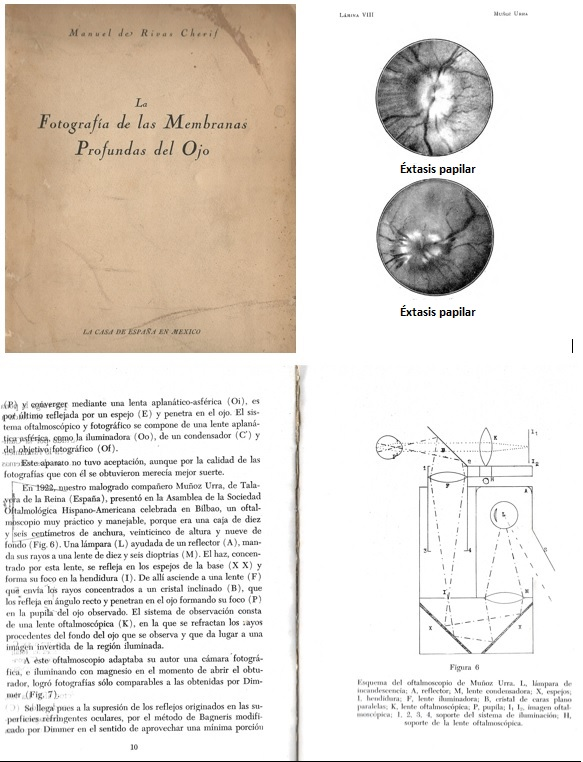
Primeras fotografías de fondo de ojo en España por Fermín Muñoz Urra

- También en 1922 recibe el Premio de la Academia Médico-Quirúrgica Española.
- En 1923 recibe una oferta del profesor y catedrático Manuel Márquez Rodríguez para trasladarse a Madrid y trabajar con él en la Facultad de Medicina, corriendo por cuenta del Profesor Manuel Márquez Rodríguez todos los gastos necesarios, para que pudiera continuar su carrera de investigador. Cuando tanto su esposa como él estaban buscando en Madrid un piso para instalarse le llegó la muerte de forma repentina, causada por una meningitis, a la edad de 30 años.
- The British Journal of Opthalmology, tras su fallecimiento publicó que el Dr. Muñoz Urra fue uno de los más ilustres oftalmólogos europeos jóvenes, y su muerte es un gran golpe a la oftalmología española.
- Tras su fallecimiento el Dr. Arruga instituyó el "Premio Muñoz Urra" para los trabajos más interesantes de los oftalmólogos durante cada año. Premio Muñoz Urra

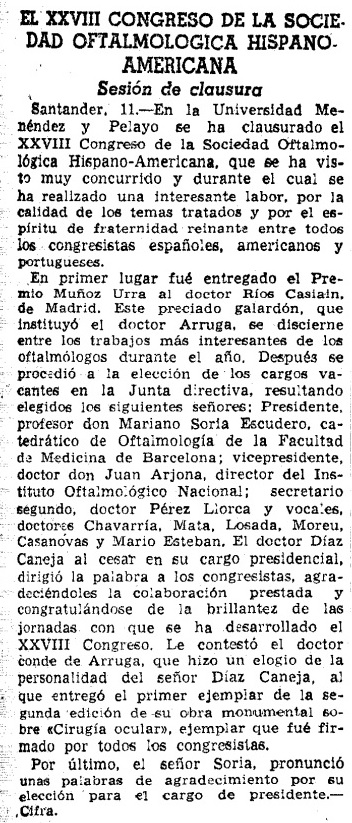
Premio Muñoz Urra

- En su ciudad natal tiene una calle con su nombre en reconocimiento a su carrera profesional. Ramón Castroviejo Briones estudiando preparaciones de Fermín Muñoz Urra

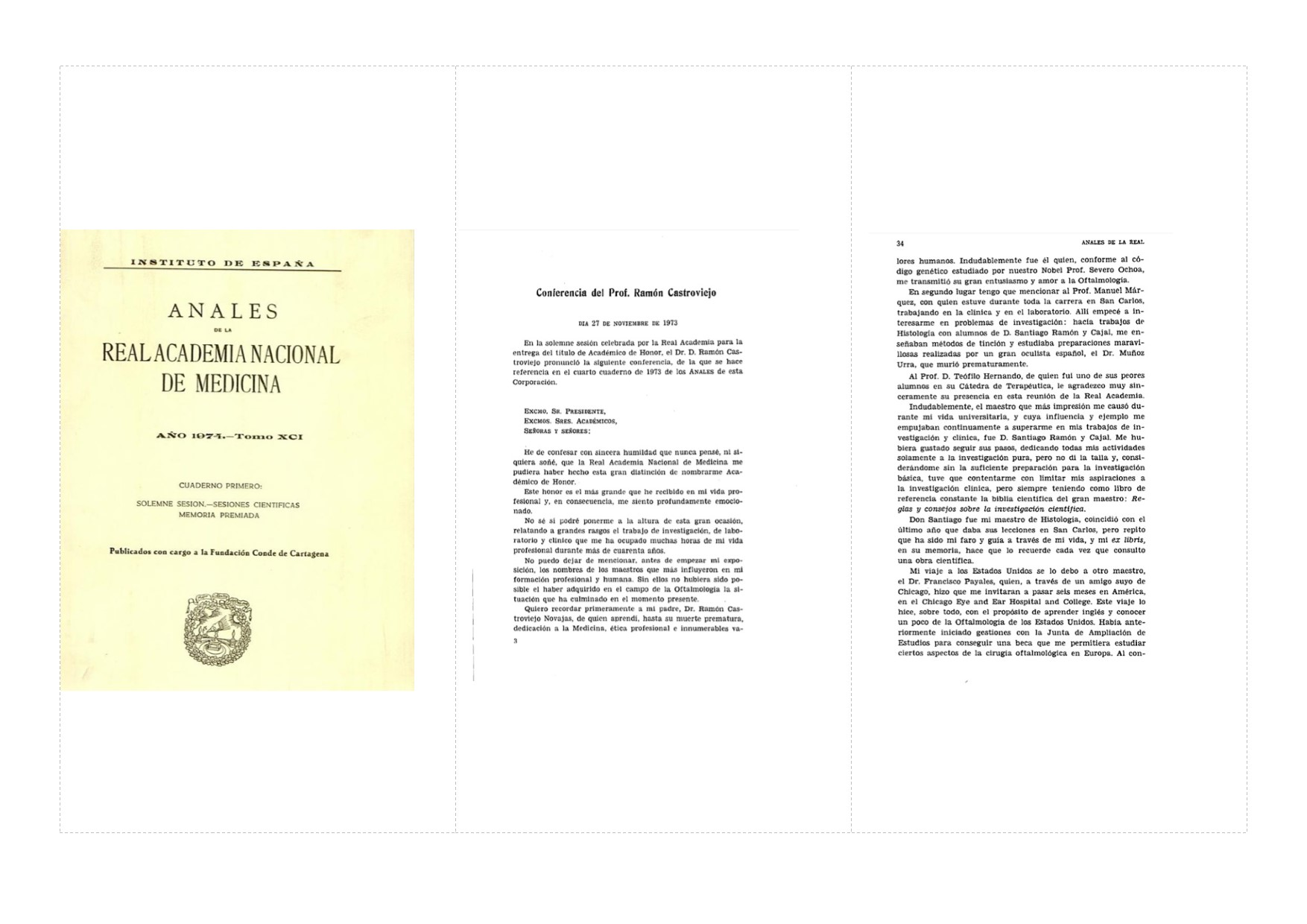
Ramón Castroviejo Briones estudiando preparaciones de Fermín Muñoz Urra

## Principales trabajos
Sus trabajos fueron traducidos al francés, alemán, inglés e italiano, publicando en España, Francia, Alemania, Inglaterra, Italia, México, Cuba y Argentina. Destacar sus publicaciones en Graefe's Archive for Clinical and Experimental Ophthalmology (una de las más importantes revistas de la especialidad), en Annales d’Oculistique, en Bollettino di Oculistica y en Archivos de Oftalmología Hispano-Americanos, además de en otras muchas revistas especializadas. 
Trabajos publicados
- «Los sacaromices, levaduras torulanas», 1910, (siendo alumno de segundo año de Medicina).
- «La vida y las fuerzas fisicoquímicas», 1910.
- «Variantes del experimento de Golz como ilustración de la patogénesis del colapso», 1911.
- «Efecto de la excitación de los nervios mesentéricos sobre el co¬razón», 1911.
- «Caso de delirio alcohólico después de una operación de catarata», 1912.
- «Los crecimientos de la anilina son debidos a la ósmosis y no pueden confundirse con células de nuestro organismo», 1913.
- «La vida y el estado coloidal», 1913.
- «Contributo allo studio delle strutture artificiali», 1913.
- «Fiebres cotidianas típicas del tipo estío-otoñales», 1914.
- «Nuestros resultados en el estudio de la catarata experimental», 1915.
- «Algunos ensayos sobre catarata experimental», 1916.
- «Algunas consideraciones sobre un caso de edema maligno de los párpados seguido de curación», 1916.
- «Un caso raro de afección corneal. Anosotomicosis. Aspergilar», 1916.
- «Algunos detalles sobre los lipoides defensivos del organismo» 1916.
- «Algunos detalles sobre la operación de la catarata», l916.
- «Algunos detalles referentes a la operación de la catarata; la sección de la córnea», 1916.
- «La visión azul de los operados de catarata», 1916.
- «Un nuevo proceder de coloración para la Bacteriología», 1916.
- «Nuestros hallazgos en el estudio del efluvio eléctrico de alta frecuencia y sus nuevas aplicaciones terapéuticas y biológicas encontradas en nuestras investigaciones», 1916.
- «Empleo de las corrientes de alta frecuencia en el tratamiento de algunas afecciones oculares» 1917.
- «De la conducta que debe seguir el médico general ante una úlcera de la córnea», 1917.
- «Investigación sobre la regeneración de las membranas profundas oculares», 1918
- «Un procedimiento constante y fácil de teñidos policrómicos en técnica histológica», 1918.
- «Contribución al estudio de los neoplasmas en la escala animal - Epitelioma en una alondra», 1918.
- «Degeneración y regeneración de las membranas profundas del ojo, singularmente de la retina», Progresos de la Clínica, núms. 78 y 79.
- «Algunos detalles acerca de la degeneración traumática de la médula espinal humana», Plus Ultra.
- «Estereoscopia microscópica y ultramicroscópica», Progresos de la Clínica, núms. 86 y 87.
- «Sobre el empleo de las sesiones largas de corrientes de alta frecuencia en afecciones profundas del ojo», 1918.
- «Sobre la práctica de las vacunas curativas de la fiebre tifoidea», 1918.
- «Sobre la textura interna de los plasmodios palúdicos», 1918.
- «Observaciones sobre miasis ocular», 1919.
- «Sobre algunas particulares degeneraciones citológicas con motivo de un tubérculo endo-ocular», 1919.
- «Las conjuntivitis escalonadas o complejas», 1 920.
- «Sobre la fina textura de las placas motrices de los músculos oculares», 1920.
- «La degeneración traumática de las células ganglionares dislocadas de la retina», l920.
- «Sobre el empleo de sesiones largas de corrientes de alta frecuencia en afecciones profundas del ojo», 1920.
- «Epiteliomas de la córnea», doctores Poyales y Muñoz Urra, 1921.
- «Sobre la tolerancia de algunos cuerpos extraños oculares», 1921
- «Las variaciones de trayecto en los neuroblastos de la retina embrionaria».
- «El tratamiento de la afección postoperatoria en la extracción de la catarata», 1921.
- «Algunos datos acerca de los abscesos del cuerpo ciliar», 1921.
- «L'Histologie de la dacryocystite», Annales d’Oculistique, 1921.
- «Algunas anormalidades en el trayecto de los axones del núcleo del motor ocular común», 1921.
- «Lesiones oculares en la diabetes insípida y su tratamiento organoterápico», 1922.
- «Algunas cuestiones relacionadas con la extracción in toto de la catarata por el método de la facoérisis de Barraquer», 1922.
- «Un caso enorme de ectasia corneal traumática», 1922.
- «Algunas observaciones sobre la membrana pupilar persistente».
- «Aspergilosis ocular. Estudio clínico y anatomopatológico sobre un caso de panoftalmía producido por el Aspergillus Fumigatus, seguido de enucleación), por los autores R. Castroviejo (oculista del Hospital provincial de Logroño), y F. Muñoz Urra, Laboratorio de Investigación Clínica, Talavera de la Reina (Toledo).
- «Estudio clínico y anatomopatológico del Molluscum contagiosum», investigación clínica por el Dr. Castroviejo (oculista del Hospital provincial de Logroño). «Investigación anatomopatológica» por el Dr. Muñoz Urra, Lab. Inv. Clín., Talavera de la Reina (Toledo).
- «“Algunos datos sobre la observación con el microscopio binocular y la lámpara de Gullstrand en los operados por Facoérisis (extracción total de la catarata)”», 1922.
- «Investigación sobre la inervación del peine coroideo de las aves», 1922.
- «El organito endocelular de Golgi ante los traumatismos de la cór¬nea y de la retina», 1922.
- «Estructura y detalles fisiológicos de las placas motrices del ciliar en el hombre, mamíferos y aves de lento y rápido vuelo», 1922.
- «Histogénesis del ganglio oftálmico y su comportamiento ante las lesiones del polo anterior del ojo», 1922.
- «Algunas sencillas observaciones acerca del desarrollo embrionario del nervio patético», 1922.
- «Algunos datos acerca de la evolución del motor ocular común después del nacimiento», 1922.
- «Destino final de los neuroblastos motores extraviados de la médula espinal», 1922.
- «Presentación de un sencillo y económico oftalmoscopio trabajando a fuertes aumentos sin reflejos ni velo», 1922.
- «Über die feine Gewebsstruktur des Glioms der Netzhaut», 1923.

## Títulos científicos
- - Premio de la Real Academia de Medicina de Valladolid.
- - Miembro de la Asociación Española para el Progreso de las Ciencias.
- - Miembro de la Sociedad Oftalmológica Hispano-Americana.
- - Miembro de la Sociedad de Biología de México (Miembro Correspondiente de la Sociedad Mexicana de Biología).
- - Académico corresponsal de la Real Academia de Medicina de Valladolid.
- - Académico corresponsal de la Real Academia de Medicina de Granada.
- - Premio y Medalla de oro de la Academia Médico-Quirúrgica Española.
- - Socio de honor del Instituto Médico de Valencia.
- - Redactor de Archivos de Oftalmología Hispano-Americanos.
- - Redactor de Revista Vallisoletana de Especialidades.
- - Codirector de España Oftalmológica.
- - Premio Concurso Los Progresos de la Clínica.
- - Premio y Medalla de oro de Murcia Médica.
- - Premio Revista Estudios Médicos (Real Academia de Medicina de Murcia).
- - Primer Premio del Colegio de Médicos de la provincia de Toledo.
- - Director del Hospital y Fundación Aguirre. Asilo de San Prudencio de Talavera de la Reina.
- - Fundador del Laboratorio de investigaciones clínicas y biológicas de Talavera de la Reina.

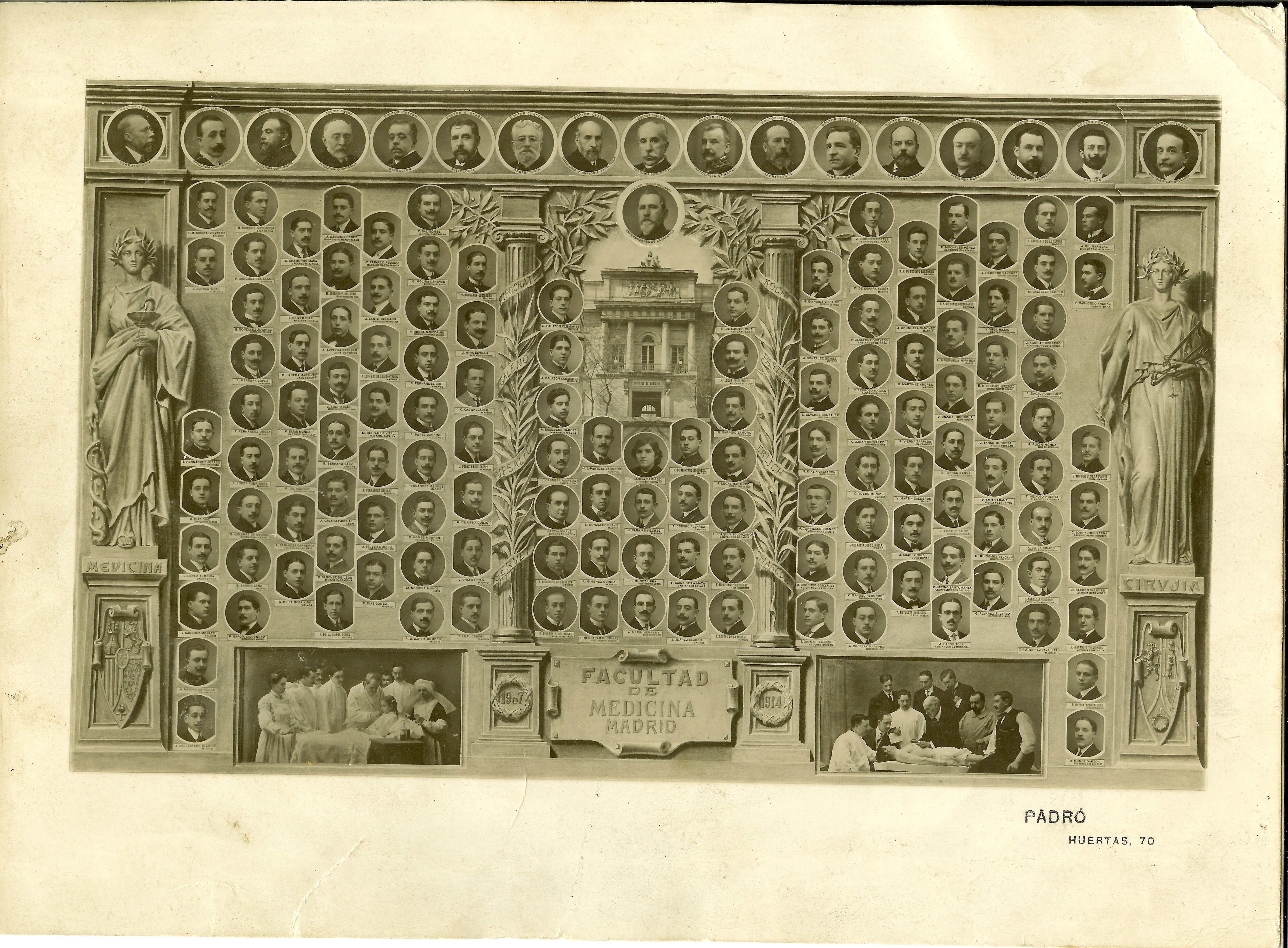
Orla fin de Carrera de Medicina